# Hluboké hrdlo (film)
Hluboké hrdlo (v originále Deep Throat) je americký pornografický film z roku 1972. Natočil jej režisér Gerard Damiano a hlavní roli ztvárnila Linda Lovelace. Jednalo se o jeden z prvních pornofilmů, natočených podle standardů běžných filmů (například s relativně propracovaným scénářem a vývojem charakterů postav, profesionálním zpracováním, a na svou dobu relativně vysokým rozpočtem 25 000$). Film se stal velmi populárním a prakticky nastartoval masovou produkci pornografie. Celkově vydělal přes 600 milionů dolarů. V mnoha oblastech byl pro svou obscénnost zakázán.
- Název filmu posloužil jako přezdívka hlavnímu zdroji informací v aféře Watergate.[1]
- Vzhledem k podobné výslovnosti pojmů Deep Throat a Deep Thought (Hlubina myšlení) existuje názor, že je inspirací k názvu počítače ve Stopařově průvodci Galaxií.[2]